# 惠良宏
惠良 宏（えら ひろむ、昭和15年（1940年）3月-）は、日本の歴史学者。皇學館大学名誉教授。専門は日本中世史、特に中世在地領主制・御家人制を中心に研究。

## 略歴
- 1940年3月　福岡県に生まれる
- 1962年3月　鹿児島大学文理学部文学科日本史専攻卒業
- 1964年3月　九州大学大学院文学研究科国史学専攻修士課程を修了
- 1964年4月　九州大学文学部助手
- 1964年4月　西南学院高等学校非常勤講師（1965年3月まで）
- 1966年4月　福岡県立福岡中央高等学校非常勤講師（1967年3月まで）
- 1967年4月　国立宇部工業高等専門学校専任講師
- 1972年4月　同助教授
- 1973年4月　山口大学教養部非常勤講師（1976年3月まで）
- 1973年10月　宇部短期大学非常勤講師（1976年3月まで）
- 1977年4月　皇學館大學文学部助教授
- 1986年4月　同教授
- 2006年3月　皇學館大学退職、同大学名誉教授

## 著述目録

### 共編著
- 『筑後國水田荘廣川荘史料』（片山直義と共編）九州荘園史料叢書10 竹内理三 1965年
- 『田川市史』　福岡県田川市　1974年
- 『福岡県の歴史』　県史シリーズ40　山川出版社　1974年
- 『住吉大社史　下巻』（所功と共著）　住吉大社　1983年
- 『南島雑話-幕末奄美民俗誌-』1（名越左源太著、国分直一・惠良宏校注） 東洋文庫431 平凡社 1984年
- 『南島雑話-幕末奄美民俗誌-』2（名越左源太著、国分直一・惠良宏校注） 東洋文庫432 平凡社 1984年
- 『遠賀町誌』　福岡県遠賀町　1986年
- 『北九州市史-古代・中世編』　北九州市　1992年
- 『図説伊勢・志摩の歴史（上）』　郷土出版社　1992年
- 『三重県史資料編中世I（上）』 三重県 1997年
- 『三重県史資料編中世I（下）』 三重県 1999年
- 『勝山町史』　（福岡県京都郡）勝山町　2006年

### 論文
- 「離島における後期古墳群の発見について」　『史創』1　1960年
- 「北九州のBarkcloth-beater型石器について」　『史創』2　1960年
- 「鎌倉時代における豊前御家人および在地領主について」　『史創』3　1961年
- 「八幡市（福岡県）槻田谷口町発見の古墳」（井上雅史と共著）　『九州考古学』13　1961年
- 「豊前国到津荘について」　『史創』4　1961年
- 「志々目家文書」　私家版　1962年
- 「豊前・筑前の境界問題について」　『史創』5　1962年
- 「鎌倉時代の豊前国御家人について」　『九州史学』20　1962年
- 「豊前国古文書所在目録」　私家版　1963年
- 「豊前の鎌倉御家人-補遺-」　『史創』7　1963年
- 「豊前国の東国御家人宇都宮氏について」　『九州史学』24　1963年
- 「鎌倉期九州における御家人・在地領主研究」　『九州史学』30・31　1965年
- 「九州中世史関係論文目録」　『九州史学』30・31　1965年
- 「「漂到流求国記」について」　『南島研究』4　1966年
- 「大宰府安楽寺領について」　『史創』9　1966年
- 「椙原文書について」　『山口県地方史研究』15　1966年
- 「田川地方荘園史料集成」　『郷土田川』25　1966年
- 「宇佐使についての一考察」 『史淵』98 1967年
- 「大宰府安楽寺の寺官機構について」 『宇部工業高等専門学校研究報告』6 1967年
- 「<史料紹介>宇佐八幡宮祠官漆嶋氏の系図」 『宇部工業高等専門学校研究報告』7 1968年
- 「小野田市大判山古墳発掘調査報告」 『宇部工業高等専門学校研究報告』9 1969年
- 「椙原文書について-慶長以前の紹介-」 『宇部工業高等専門学校研究報告』12 1971年
- 「周防国得地保に関する資料および讃井家文書」　『山口県地方史研究』26　1971年
- 「真木和泉守関係史料について-小柴家文書の紹介-」　『宇部地方史研究』3　1972年
- 「荘園と水運（その一）-北九州・遠賀川流域荘園を中心として-」 『宇部工業高等専門学校研究報告』20 1975年
- 「享禄五年の「中国・九州御祓賦帳」について-中世防長の伊勢信仰史料-」 『宇部工業高等専門学校研究報告』20 1975年
- 「中世山城の調査と保存について-長門国府佐加利山城の調査に寄せて-」 『鹿大史学』23 1975年
- 「荘園と水運（その二）-北九州・遠賀川流域荘園を中心として-」 『宇部工業高等専門学校研究報告』21 1975年
- 「荘園と水運（その三）-北九州・遠賀川流域荘園を中心として-」 『宇部工業高等専門学校研究報告』23 1976年
- 「宇佐八幡宮神宮漆嶋氏とその古系図について」 『皇學館論叢』11-3 1978年
- 「伊勢御師久保倉家文書の寄託について」 『史料』7 1978年
- 「伊勢御師橋村氏の賦帳に見える中世北九州の人々」　『郷土八幡』3　1979年
- 「建長四年八月十五日の将軍宗尊親王家政所下文について」 『史料』18 1979年
- 「奥野家系図と古和文書の傳来」 『史料』40 1981年
- 「真木和泉守の書簡について-津和野藩関係史料の紹介-」 『藝林』30-3 1981年
- 「津守国冬と兵庫関事件-応長元年七月三日の国冬の請文をめぐって-」　『すみのえ』162　1981年
- 「神宮神領記解題」　『神宮古典籍影印叢刊』6　八木書店　1983年
- 「慶長一五年の伊勢御師村山武慶の「萩滞留之覚書」」　『山口県地方史研究』54　1985年
- 「伊勢御師の活動」　皇學館大學編『伊勢国の歴史』所収　皇學館大學出版部　1985年
- 「大友宗麟の伊勢信仰」　芥川竜男編『大友宗麟のすべて』所収　新人物往来社　1985年
- 「安楽寺天満宮の草創」 田村圓澄編『大宰府-古代を考える-』所収　吉川弘文館 1987年
- 「伊勢御師と宇佐宮」 『大分県地方史』130 1988年
- 「神宮文庫の沿革と古文書（古文書めぐり）」 『古文書研究』29 1988年
- 「皇學館大學所蔵の中世文書」 皇學館大學史料編纂所編『創立十周年 皇學館大學史料編纂所論集』所収 皇學館大学史料編纂所 1989年
- 「神宮文庫所蔵の宇佐八幡宮関係資料-「宇佐宮神官持証文写」所収の祝家文書-」　『神道大系月報』82　1989年
- 「初期鎌倉幕府と宇佐八幡宮-北条時政奉関東御教書をめぐって-」 『皇學館史學』3 1989年
- 「皇學館大學所蔵の古文書」 『史料』113 1991年
- 「宇佐八幡宮神官漆嶋氏とその一族-出自と家系を中心として-」 『皇學館大学紀要』30 1992年
- 「宇佐宮領荘園の貢納物輸送について-豊前国貫荘今吉御薗の菓子運送事件をめぐって-」 『皇學館史學』6 1993年
- 「志摩国木本御厨関係史料-荘司家文書の紹介を中心に-(上)-」 『史料』130 1994年
- 「志摩国木本御厨関係史料-荘司家文書の紹介を中心に-(下)-」 『史料』131 1994年
- 『足利義満』　皇學館大學講演叢書83 皇學館大學出版部 1995年
- 「宇佐八幡宮神官漆嶋氏とその一族」　中野幡能編『宇佐神宮の研究』所収　国書刊行会　1995年
- 「伊勢山田崇恩寺関係文書について」 『史料』142 1996年
- 「九鬼水軍の血筋と組織の形成」　『歴史海流』9　1996年
- 「足利義満と神宮」　『瑞垣』173　1996年
- 「二見茶屋本陣角屋の「御大名記録」-近世後期における諸大名・公家・幕府関係者の参宮史料-」 『皇學館大学紀要』35 1996年
- 「鎮西・豊前国に於ける在地領主の存在形態-中世前期を中心に-」 『皇學館大学紀要』36 1997年
- 「福島御塩焼大夫文書について」 皇學館大學史料編纂所編『神宮御師資料-皇學館大學史料編纂所所蔵福嶋御塩焼大夫文書-』所収 皇學館大學出版部 1998年
- 「鎮西・豊前国に於ける在地領主の存在形態-中世前期を中心に（二）-」 『皇學館大学文学部紀要』37 1998年
- 「史料編纂所創設二十周年に際して」 『史料』158 1998年
- 「伊勢山田崇恩寺関係文書について（二）」 『史料』158 1998年
- 「住吉社領の歴史」 『すみのえ』234 1999年
- 「中世の東紀州地域と伊勢国」　『熊野の歴史、文化についての考察　「精神文化の広域的活動方策検討に関する基礎調査」研究報告書』所収　三重県高等教育関連連絡会議　2000年
- 「外宮御師の活動-中世九州地方を中心として-」 『瑞垣』187 2000年
- 「山口県史への期待-他県史編纂の視点から-」 『山口県史研究』9 2001年
- 「相模國御家人古庄氏とその関係文書-貞永元年九月廿五日の関東下知状の紹介を中心に-」 『史料』178 2002年
- 「伊勢市史編さんこぼれ話-貞治三年御遷宮記紙背文書より-」　『伊勢市広報』　2002年
- 「近江國御家人鎌田氏と関係史料-伊賀名張鎌田文書・「弘化帖」所収影写本を中心に-」 『皇學館史學』18 2003年
- 「皇學館大學所蔵古文書の名品-その魅力と見所-」　『皇學館大学神道博物館館報』14 2004年
- 「中世編」　『遠賀川・もっと知りたい遠賀川』　NPO法人遠賀川を浄化する市民の会　2006年

### 教科書・項目執筆
- 『歴史学概説　下』　中教出版　1974年
- 『式内社調査報告　山陽道』（周防国・4社）　式内社研究会　1980年
- 『福岡県百科事典』　西日本新聞社　1982年
- 『三重県の地名』　日本歴史地名大系24　平凡社　1983年
- 『史籍解題辞典』　東京堂出版　1985年
- 『戦国人名事典』　新人物往来社　1987年
- 『山田羽書』　旺文社　1989年
- 『平安時代史事典』　角川書店　1994年
- 『福岡県の地名』（豊前国関係部分担当）日本歴史地名大系41 平凡社 2004年
- 『国史大辞典』